# Ворнгаёган
Ворнгаёган (устар. Ворга-Юган) — река в Шурышкарском районе Ямало-Ненецкого АО. Устье реки находится в 93 км по левому берегу реки Лесмиёган. Длина реки составляет 14 км.

## Данные водного реестра
По данным государственного водного реестра России относится к Нижнеобскому бассейновому округу, водохозяйственный участок реки — Обь от впадения реки Северная Сосьва до города Салехард, речной подбассейн реки — бассейны притоков Оби ниже впадения Северной Сосьвы. Речной бассейн реки — (Нижняя) Обь от впадения Иртыша.
Код объекта в государственном водном реестре — 15020300112115300030602.